# Bonaventure de Potenza
Pour les articles homonymes, voir Bonaventure.
Bonaventure de Potenza, de son vrai nom Carlo Antonio Gerardo Lavanga, né le 4 janvier 1651 à Potenza (Basilicate), décédé le 26 octobre 1711 à Ravello (Campanie), est un franciscain conventuel italien, considéré comme bienheureux par l'Église catholique romaine.

## Biographie
Carlo Antonio Gerardo Lavanga est né le 4 janvier 1651 à Potenza (Basilicate). Ses parents sont pauvres : son père est tailleur. À l'âge de 15 ans, Carlo  rejoint les frères mineurs conventuels au couvent de Nocera. Il souhaite être simplement frère convers, mais ses supérieurs lui font faire des études, et il est ordonné prêtre. Il est envoyé dans différents couvents de l'ordre franciscain, puis comme missionnaire dans différentes régions de l'Italie. À Naples, il s'illustre durant une épidémie, laissant le « souvenir d'un homme saint ». On raconte qu'il guérit un lépreux en le serrant contre lui. Il décède le 26 octobre 1711 à Ravello en Campanie.

## Béatification
Il est béatifié le 26 novembre 1775 par le pape Pie VI.
Il est fêté le 26 octobre.